# اپندورف (هامبورگ)
اپندورف (هامبورگ) (به آلمانی: Hamburg-Eppendorf) یک منطقهٔ مسکونی در آلمان است که در Hamburg-Nord واقع شده‌است. اپندورف ۲۳٬۰۲۱ نفر جمعیت دارد.